# Вершиніна Вікторія Петрівна
Вікто́рія Верши́ніна (11 червня 1971) — українська стрибунка в довжину.

## З життєпису
Народилась 1971 року в місті Полтава.
Учасниця Чемпіонату світу з легкої атлетики серед юніорів-1990.
Учасниця Чемпіонату Європи з легкої атлетики-1994.
Виграла золото на Універсіаді-1995.
У 1995 році посіла восьме місце на Чемпіонаті світу з легкої атлетики в Гетеборзі. Наступного року їй не вдалося пройти відбір на Олімпійські ігри в Атланті.
У 1997 році була сьомою на чемпіонаті світу в Афінах. На чемпіонаті світу 1999 року в Севільї та на Олімпійських іграх 2000 року в Сіднеї вона вибула.
У 1994 році вона стала чемпіонкою України в потрійному стрибку, а в 1999 році — в стрибках у довжину.
2000 року стала чемпіонкою України з легкої атлетики у приміщеннях зі стрибків у довжину. У Броварах продемонструвала один із найкращих результатів зимового сезону в Європі — 6 метрів 73 сантиметри (цей результат також став рекордом Полтавщини у приміщеннях для жінок).
Особисті рекорди
- Стрибки в довжину: 6,92 м, 18 травня 1996 (Київ)
- Зал: 6,73 м, 9 лютого 2000 (Бровари)
- Потрійний стрибок: 13,84 м, 1 червня 1994 (Братислава)
- Зал: 13,78 м, 5 лютого 1994 (Будапешт).